# Eqalunnguit Nunaat
Eqalunnguit Nunaat är en ö i Grönland (Kungariket Danmark).   Den ligger i kommunen Sermersooq, i den sydvästra delen av Grönland, 14 km väster om huvudstaden Nuuk.